# Centre hospitalier intercommunal Toulon-La Seyne-sur-Mer
Le centre hospitalier intercommunal Toulon-La Seyne-sur-Mer est un centre hospitalier intercommunal situé à Toulon dans le Var, en région Provence-Alpes-Côte d'Azur.

## Description
Il se compose de 3 établissements sur 3 communes différentes : 
- hôpital Sainte-Musse, à Toulon ;
- hôpital George-Sand, à La Seyne-sur-Mer ;
- centre de gérontologie Georges-Clemenceau, à La Garde.

Le groupe est le 3e établissement de santé et 1er centre hospitalier non universitaire de la région PACA. Les anciens hôpitaux de Font-Pré (Toulon) et Chalucet (Toulon, siège du premier hôpital de la ville) ont été fermés en 2012 au profit du nouvel ensemble hospitalier de Sainte-Musse.
En plus des services classiques d'un hôpital (chirurgie, médecine, urgences), le centre hospitalier intercommunal Toulon-La Seyne-sur-Mer propose des spécialités pour tous les âges de la vie :
- un service de néonatalité s'occupe du suivi pédiatrique ou psychologique des enfants, notamment des prématurés[3] ;
- deux EHPAD, l'un à La Garde, l'autre à La Seyne-sur-Mer, gère la santé de leurs résidents âgés[4]. Le site de La Garde a également développé un service de gériatrie, tant en hospitalisation qu'à domicile[5] ;
- une unité médicale de traumatologie du sport, basé à l'hôpital Sainte-Musse, est spécialisée dans les soins spécifiques[6].